# تشابه جيب التمام
في تحليل البيانات ، تشابه جيب التمام هو مقياس للتشابه بين متجهين غير صفريين معرفين في فضاء جداء داخلي . تشابه جيب التمام هو جيب تمام الزاوية بين المتجهين؛ أي أنه حاصل ضرب المتجهين مقسومًا على حاصل ضرب أطوالهما. ومن ثم، لا يعتمد تشابه جيب التمام على مقدار المتجهات، بل فقط على زوايتهما. ينتمي التشابه الكوني دائمًا إلى فترة {\displaystyle [-1,+1].} على سبيل المثال، المتجهان المتناسبان لهما تشابه كوني مقداره +1، و المتجهان المتعامدانلهما تشابه مقداره 0، والمتجهان المتعاكسان لهما تشابه مقداره −1. في بعض السياقات، لا يمكن أن تكون قيم مكونات المتجهات سالبة، وفي هذه الحالة يكون تشابه جيب التمام محدودًا بـ {\displaystyle [0,1]} .
على سبيل المثال، في استرجاع المعلومات وتنقيب النصوص ، يتم تعيين كل كلمة إلى إحداثي مختلف ويتم تمثيل الوثيقة بواسطة متجه عدد مرات ظهور كل كلمة في الوثيقة. ثم يعطي تشابه جيب التمام مقياسًا مفيدًا لمدى تشابه وثيقتين، من حيث موضوعهما، وبشكل مستقل عن طول الوثائق.
تُستخدم التِقنية أيضًا لقياس التماسك داخل المجموعات في مجال تنقيب البيانات . 
إحدى مزايا تشابه جيب التمام هي تعقيده المنخفض ، خاصة بالنسبة للمتجهات المتناثرة : حيث يلزم فقط أخذ الإحداثيات غير الصفرية في الاعتبار.
تَشمل الأسماء الأخرى لتشابه جيب التمام تشابه أوركيني ومعامل تطابق تاكر؛ أما تشابه أوتسوكا-أوتشياي (انظر أدناه) فهُو تشابه جيب التمام مُطبق على البيانات الثنائية. 

## تعريف
يُمكن اشتقاق جيب التمام بين متجهين غير صفريين باستخدام صيغة الضرب النقطي الإقليدي :
{\displaystyle \mathbf {A} \cdot \mathbf {B} =\left\|\mathbf {A} \right\|\left\|\mathbf {B} \right\|\cos \theta }
بالنسبة لمتجهين من صفات في فضاء n ، A و B ، يتم تمثيل تشابه جيب التمام، cos(θ) ، باستخدام الضرب النقطي والمقدار كما يلي:
{\displaystyle {\text{cosine similarity}}=S_{C}(A,B):=\cos(\theta )={\mathbf {A} \cdot \mathbf {B}  \over \|\mathbf {A} \|\|\mathbf {B} \|}={\frac {\sum \limits _{i=1}^{n}{A_{i}B_{i}}}{{\sqrt {\sum \limits _{i=1}^{n}{A_{i}^{2}}}}\cdot {\sqrt {\sum \limits _{i=1}^{n}{B_{i}^{2}}}}}},}
أين {\displaystyle A_{i}} و {\displaystyle B_{i}} هما العنصران في الموقع {\displaystyle i} من المتجهين {\displaystyle \mathbf {A} } و {\displaystyle \mathbf {B} } ، على التوالى.
تتراوح درجة التشابه الناتجة من −1 وتعني تطابقًا عكسيًا تمامًا، إلى +1 مما يعني نفس الشيء تمامًا، حيث يشير 0 إلى التقويم أو عدم الارتباط ، بينما تشير القيم المتوسطة إلى التشابه أو الاختلاف المتوسط.
لمطابقة النصوص، تكون متجهات السمات A و B عادةً هي متجهات التردد المصطلحات في المستندات. يمكن اعتبار تشابه جيب التمام وسيلة لتطبيع طول المستند أثناء المقارنة. في حالة استرجاع المعلومات، يتراوح تشابه جيب التمام بين مستندين من {\displaystyle 0\to 1} ، لأن تكرارات المصطلحات لا يمكن أن تكون سالبة. ويظل هذا صحيحًا عند استخدام أوزان TF-IDF . لا يمكن أن تكون الزاوية بين متجهي التردد الحديين أكبر من 90 درجة.
إذا تم تطبيع متجهات بطرح متوسطات المتجهات ( مثلًا، {\displaystyle A-{\bar {A}}} ), فإن المقياس يُسمى المقياس تشابه جيب التمام المركزي وهو مكافئ لمعامل ارتباط بيرسون . للحصول على مثال على التمركز،
{\displaystyle {\text{if}}\,A=[A_{1},A_{2}]^{T},{\text{ then }}{\bar {A}}=\left[{\frac {(A_{1}+A_{2})}{2}},{\frac {(A_{1}+A_{2})}{2}}\right]^{T},}
{\displaystyle {\text{ so }}A-{\bar {A}}=\left[{\frac {(A_{1}-A_{2})}{2}},{\frac {(-A_{1}+A_{2})}{2}}\right]^{T}.}

### مسافة جيب التمام
عِندما تُعرَّف المَسافة بين مُتَجهين بِطُول وِحدة بأنها طُول الفَرق بِينَهِمَا، فَإن مسافة جيب التمام :{\displaystyle \operatorname {dist} (\mathbf {A} ,\mathbf {B} )={\sqrt {(\mathbf {A} -\mathbf {B} )\cdot (\mathbf {A} -\mathbf {B} )}}={\sqrt {\mathbf {A} \cdot \mathbf {A} -2(\mathbf {A} \cdot \mathbf {B} )+\mathbf {B} \cdot \mathbf {B} }}={\sqrt {2(1-S_{C}(\mathbf {A} ,\mathbf {B} ))}}\,.}
ومَع ذلك، غَالبًا مَا يتم تعريف مسافة جيب التمام  بدون الجذر التربيعي أو عامل 2:
{\displaystyle {\text{cosine distance}}=D_{C}(A,B):=1-S_{C}(A,B)\,.}
من المهم ملاحظة أنه، بسبب كونه متناسبًا مع مربع المسافة الإقليدية، فإن مسافة جيب التمام ليست مقياس مسافة حقيقي ؛ فهي لا تحقق خاصية عدم مساواة المثلثية - أو بشكل أكثر رسمية، متباينة شوارتز - وتنتهك مسلمة التطابق. لإصلاح خاصية عدم المساواة المثلثية مع الحفاظ على نفس الترتيب، يمكن التحويل إلى مسافة إقليدية {\textstyle {\sqrt {2(1-S_{C}(A,B))}}} أو المسافة الزاوية θ = arccos(SC(A, B)) . بدلاً من ذلك، يمكن التعبير عن المتباينة المثلثية التي تعمل على المسافات الزاوية مباشرة من حيث جيب التمام؛ انظر أدناه .

### المسافة الزاوية والتشابه
الزاوية المُطَبَّعة، المشار إليها بمسافة الزاوية ، بين أي متجهين {\displaystyle A} و {\displaystyle B} هو مقياس مسافة رسمي ويمكن حسابها من تشابه جيب التمام.  يمكن بعد ذلك استخدام متمم مقياس المسافة الزاوية لتحديد دالة التشابه الزاوي المحدودة بين 0 و1، شاملة.
عندما تكون عناصر المتجه موجبة أو سالبة:
{\displaystyle {\text{angular distance}}=D_{\theta }:={\frac {\arccos({\text{cosine similarity}})}{\pi }}={\frac {\theta }{\pi }}}
{\displaystyle {\text{angular similarity}}=S_{\theta }:=1-{\text{angular distance}}=1-{\frac {\theta }{\pi }}}
أو إذا كانت عناصر المتجه موجبة دائمًا:
{\displaystyle {\text{angular distance}}=D_{\theta }:={\frac {2\cdot \arccos({\text{cosine similarity}})}{\pi }}={\frac {2\theta }{\pi }}}
{\displaystyle {\text{angular similarity}}=S_{\theta }:=1-{\text{angular distance}}=1-{\frac {2\theta }{\pi }}}
لسوء الحظ، فإن حساب دالة جيب التمام العكسية ( arccos ) بطيء، مما يجعل استخدام مسافة الزاوية أكثر تكلفة من الناحية الحسابية مقارنة باستخدام مسافة جيب التمام الأكثر شيوعًا (ولكن غير المترية) المذكورة أعلاه.

### L2- المسافة الإقليدية الطبيعية
يمكن الحصول على بديل فعال آخر لمسافة جيب التمام من خلال تطبيع المتجهات باستخدام معيار {\displaystyle L_{2}} تطبيع المتجهات، يتبعه تطبيق مسافة إقليدية عادية. باستخدام هذه التقنية، يتم أولاً قسمة كل عنصر في كل متجه على مقدار المتجه، مما ينتج عنه متجه بطول واحد. بعد ذلك، تكون المسافة الإقليدية بين نقاط نهاية أي متجهين مقياسًا صحيحًا يعطي نفس الترتيب كما في مسافة جيب التمام ( وهو تحويل رتيب للمسافة الإقليدية؛ انظر أدناه ) لأي مقارنة بين المتجهات، كما أنه يتجنب العمليات المثلثية المكلفة المحتملة المطلوبة لإنتاج مقياس مناسب. بمجرد حدوث التطبيع، يمكن استخدام مساحة المتجه مع النطاق الكامل للتقنيات المتاحة لأي مساحة إقليدية، وخاصة تقنيات تقليل الأبعاد القياسية. غالبًا ما يتم استخدام مسافة الشكل الطبيعية هذه في العديد من خوارزميات التعلم العميق .

### معامل أوتسوكا-أوتشياي
فِي علم الأحياء، هُناك مَفهوم مُشابه يُعرف بِاسم معامل أوتسوكا-أوتشياي الذي سُمِّي على اسم يانوسوكي أوتسوكا (وتُكتب أيضًا باسم Ōtsuka أو Ootsuka أو Otuka،  اليابانية: 大塚 弥之助 )  و أكيرا أوتشياي ( اليابانية: 落合 明 ), ويُعرف أيضًا باسم معامل أوشياي-باركمان  أو معامل أوشياي،  والذي يمكن تمثيله على النحو التالي:
{\displaystyle K={\frac {|A\cap B|}{\sqrt {|A|\times |B|}}}}
هنا، {\displaystyle A} و {\displaystyle B} مجموعتان ، و {\displaystyle |A|} هو عدد العناصر في {\displaystyle A} . إذا تم تمثيل المجموعات كمتجهات ثنائية، يمكن اعتبار معامل أوتسوكا-أوتشياي مساويًا لتشابه جيب التمام. إنها مطابقة تمامًا للموسيقى التي قدمها جودفري تومسون . 
في كتاب حديث،  تم نسب المعامل بشكل خاطئ على نحو غير مؤكد إلى باحث ياباني آخر يحمل اسم العائلة أوتسوكا. تنشأ هذه الالتباس لأن أكيرا أوشياي في عام 1957 نسب المعامل فقط إلى أوتسوكا فقط (دون ذكر اسمه الأول)  من خلال الاستشهاد بمقال كتبه إيكوسو هاماي ( اليابانية: 浜井 生三 ),  الذي يستشهد بدوره بالمقالة الأصلية التي كتبها يانوسوكي أوتسوكا عام 1936. 

## ملكيات
أهم خاصية في تشابه جيب التمام هي أنه يعكس مقارنة نسبية، وليس مطلقة، بين أبعاد المتجهات الفردية. لأي ثابت موجب {\displaystyle a} ومتجه {\displaystyle V} ، فإن المتجهين {\displaystyle V} و {\displaystyle aV} متشابهان إلى أقصى درجة. لذا فإن هذه القياس يكون الأنسب للبيانات التي تكون فيها التردد أكثر أهمية من القيم المطلقة؛ ولا سيما تردد المصطلح في المستندات. ومع ذلك، فقد ثبت أن المقاييس الأحدث التي تعتمد على نظرية المعلومات، مثل جينسن-شانون ، وSED، والتباعد المثلثي، قد حسنت الدلالات في بعض السياقات على الأقل. 
تشابه جيب التمام مرتبط بالمسافة الإقليدية كما يلي. نرمز إلى المسافة الإقليدية بالرمز المعتاد{\displaystyle \|A-B\|} ونلاحظ أن:
{\displaystyle \|A-B\|^{2}=(A-B)\cdot (A-B)=\|A\|^{2}+\|B\|^{2}-2(A\cdot B)\ } ( هوية الاستقطاب )
بواسطة التوسع.عندما يتم تطبيع A و B إلى طول وحدة، {\displaystyle \|A\|^{2}=\|B\|^{2}=1}فإن هذا التعبير يساوي:
{\displaystyle 2(1-\cos(A,B)).}
باختصار، يمكن التعبير عن مسافة جيب التمام من حيث المسافة الإقليدية كما يلي:
{\displaystyle D_{C}(A,B)={\frac {\|A-B\|^{2}}{2}}\quad \mathrm {when} \quad \|A\|^{2}=\|B\|^{2}=1} .
تُسمى المسافة الإقليدية بمسافة الوتر (لأنها تمثل طول الوتر على الدائرة الوحدة) وهي المسافة الإقليدية بين المتجهات التي تم تطبيعها بحيث يكون مجموع الوحدة للقيم التربيعية داخلها.
التوزيع الصفري: بالنسبة للبيانات التي يمكن أن تكون سالبة أو موجبة، فإن توزيع صفري لتشابه جيب التمام هو توزيع حاصل الضرب النقطي لمتجهين وحدويين عشوائيين مستقلين. هذا التوزيع له متوسط صفر وتباين {\displaystyle 1/n} (أين {\displaystyle n} هو عدد الأبعاد، وعلى الرغم من أن التوزيع محصور بين −1 و+1، إلا أنه مع ازدياد {\displaystyle n} يصبح التوزيع تقريبًا جيدًا التوزيع الطبيعي .   بالنسبة لأنواع أخرى من البيانات مثل تدفقات البتات ، والتي تأخذ القيم 0 أو 1 فقط، يأخذ التوزيع الصفري شكلًا مختلفًا وقد يكون له متوسط غير صفري. 

## متباينة المثلث لتشابه جيب التمام
متباينة المثلث العادية للزوايا (أي أطوال الأقواس على كرة وحدة الأبعاد العليا) تعطينا أن:
{\displaystyle |~\angle {AC}-\angle {CB}~|\leq ~\angle {AB}~\leq ~\angle {AC}~+~\angle {CB}~.}
نظرًا لأن دالة الجيب التمام تنخفض مع زيادة الزاوية في الفترة [0, π] راديان، فإن اتجاه هذه المتباينات ينقلب عند أخذ جيب التمام لكل قيمة:
{\displaystyle \cos(\angle {AC}-\angle {CB})\geq \cos(\angle {AB})\geq \cos(\angle {AC}+\angle {CB}).}
باستخدام صيغ جمع وطرح جيب التمام، يمكن كتابة هاتين المتباينتين بدلالة جيوب التمام الأصلية،
{\displaystyle \cos(A,C)\cdot \cos(C,B)+{\sqrt {\left(1-\cos(A,C)^{2}\right)\cdot \left(1-\cos(C,B)^{2}\right)}}\geq \cos(A,B),}
{\displaystyle \cos(A,B)\geq \cos(A,C)\cdot \cos(C,B)-{\sqrt {\left(1-\cos(A,C)^{2}\right)\cdot \left(1-\cos(C,B)^{2}\right)}}.}
يمكن استخدام هذا الشكل من متباينة المثلث لتحديد الحد الأدنى والحد الأقصى للتشابه بين كائنين A وB إذا كان التشابه مع كائن مرجعي C معروفًا بالفعل. يُستخدم هذا، على سبيل المثال، في فهرسة البيانات المترية، كما تم استخدامه لتسريع التجميع الكروي k-means  بنفس الطريقة التي اسُخدمت بها متباينة لمثلث إقليدية لتسريع تجميع k-means العادي.

## قياس جيب التمام الناعم
الجيب التمام الناعم أو ("التشابه الناعم") بين متجهين يأخذ في الاعتبار التشابهات بين أزواج الخصائص.  التشابه التقليدي للجيب التمام يعتبر خصائص نموذج الفضاء المتجهي (VSM) مستقلة أو مختلفة تمامًا، بينما يقترح مقياس الجيب التمام الناعم النظر في تشابه الخصائص في VSM، مما يساعد على تعميم مفهوم الجيب التمام (والجيب التمام الناعم) وكذلك فكرة التشابه (الناعم).
على سبيل المثال، في مجال معالجة اللغة الطبيعية (NLP)، يكون التشابه بين الخصائص بديهيًا إلى حد كبير. الخصائص مثل الكلمات أو <i id="mwASk">n</i> -grams أو n -grams النحوية  متشابهة تمامًا، رغم أنه رسميًا تُعتبر خصائص مختلفة في نموذج الفضاء المتجهي (VSM). على سبيل المثال، كلمتا "play" و"game" هما كلمتان مختلفتان وبالتالي تُخزّنان في نقاط مختلفة في VSM؛ ومع ذلك، هما مرتبطتان دلاليًا. في حالة n -grams أو n -grams النحوية، يمكن تطبيق مسافة Levenshtein (في الواقع، يمكن تطبيق مسافة Levenshtein على الكلمات أيضًا).
لحساب تشابه جيب التمام الناعم، تُستخدم المصفوفة s للدلالة على التشابه بين الخصائص. يمكن حسابها من خلال مسافة Levenshtein، أو تشابه WordNet ، أو مقاييس التشابه الأخرى. ثم نقوم بالضرب بهذه المصفوفة.
بالنظر إلى متجهين ذوي بعد N {\displaystyle a} و {\displaystyle b} يتم حساب التشابه جيب التمام الناعم كما يلي :
{\displaystyle {\begin{aligned}\operatorname {soft\_cosine} _{1}(a,b)={\frac {\sum \nolimits _{i,j}^{N}s_{ij}a_{i}b_{j}}{{\sqrt {\sum \nolimits _{i,j}^{N}s_{ij}a_{i}a_{j}}}{\sqrt {\sum \nolimits _{i,j}^{N}s_{ij}b_{i}b_{j}}}}},\end{aligned}}}
حيث، sij = similarity(featurei, featurej) .
إذا لَم يَكُن هناك تشابه بين الميزات ( sii = 1 ، sij = 0 لـ i ≠ j )، فإن المعادلة المعطاة تعادل صيغة التشابه التقليدية للجيب تمام.
تعقيد الزمن لهذا المقياس هو من الدرجة الثانية، مما يجعله قابلاً للتطبيق على المهام الواقعية. جدير بالذكر أن التعقيد يمكن تقليله إلى أقل من الدرجة الثانية.  تضمين تنفيذ فعال لمثل هذا التشابه في جيب التمام الناعم في مكتبة Gensim مفتوحة المصدر.

## روابط خارجية
- مقياس جيب التمام المرجح
- برنامج تعليمي حول تشابه جيب التمام باستخدام بايثون

قالب:Machine learning evaluation metrics